# Galáxia Anã de Draco II
A Galáxia Anã de Draco II (Dra II ou Laevens 4) é uma galáxia satélite da Via Láctea e faz parte do Grupo Local, foi descoberta no ano de 2015, através dos dados obtidos pelo Pan-STARRS 1. Encontra-se na constelação de Draco, localizada a cerca de 20 kpc da Terra. É classificada como uma galáxia anã esferoidal (dSph) o que significa que ela tem uma forma aproximadamente arredonda com um raio de cerca de 0,04 kpc.